# De Donk (Zuid-Holland)
De Donk (ook wel Braankse Donk of Den Donk) is een buurtschap in de gemeente Molenlanden, in de Nederlandse provincie Zuid-Holland. De Donk bestaat uit een handvol boerderijen ter hoogte van de Donkseweg aan de Broekwetering. De buurtschap wordt gerekend tot het ongeveer 2 kilometer zuidoostelijker gelegen dorp Brandwijk.
De Donk heeft de naam te danken aan het feit dat het op een zandduin, een donk, is gelegen van 4,7 meter hoog.
Tot de Reformatie bevond zich op deze heuvel ook een klooster van de Cisterciënzer zusters.
Stad: Nieuwpoort

Dorpen: Arkel · Bleskensgraaf · Brandwijk · Giessenburg · Giessen-Oudekerk · Goudriaan · Groot-Ammers · Hoogblokland · Hoornaar · Kinderdijk · Langerak · Molenaarsgraaf · Nieuw-Lekkerland · Noordeloos · Ottoland · Oud-Alblas · Schelluinen · Streefkerk · Wijngaarden

Buurtschappen: Achthuizen · De Donk · Den Dool · Gelkenes · Gijbeland · Graafland · Hofwegen · Kooiwijk · Liesveld · Minkeloos · Overslingeland · Pinkenveer · Rietveld · Vuilendam · Waal

Zuid-Holland · Steden en dorpen      Nederland: Provincies · Gemeenten